# Сантали (народ)
Сантали (або сантал) — австроазійськомовний етнос етнічної групи мунда на індійському субконтиненті. Сантали є найбільшим племенем у Джаркханді та Західній Бенгалії за чисельністю населення, а також мешкають у штатах Одіша, Біхар та Ассам. Вони є найбільшою етнічною меншиною в регіоні Раджшахі та Рангпур на півночі Бангладеш. Вони мають значну популяцію в Непалі. Сантали розмовляють санталі, найпоширенішою мовою мунда австроазійської мовної сім'ї.

## Етимологія
«Сантал» («santal»), швидше за все, походить від екзоніма. Термін відноситься до жителів Saont у колишній Сілді в регіоні Медінапур у Західній Бенгалії. Санскритське слово «Samant» або бенгальське "Saont "означає рівнину. Їхня самоназва — «Hor Hopon» («людська дитина»).

## Історія

### Витоки
На думку лінгвіста Пола Сідвелла, носії австроазійської мови, ймовірно, прибули на узбережжя Одіші з Індокитаю приблизно 4000–3500 років тому (прибл. 2000 – c. 1500 р. до н. е.). Носії австроазійської мови поширилися з Південно-Східної Азії та значно змішалися з місцевим індійським населенням.
Через відсутність значних археологічних документів батьківщина санталів точно невідома. Фольклор Санталів стверджує, що вони прийшли з «Hihiri», який вчені ідентифікували як Ахурі в районі Газарібаг. Звідти, як вони стверджують, їх виштовхнули на плато Чхота-Нагпур, потім у Джалду, Паткум і, нарешті, у Сант, де вони оселилися назавжди. Відповідно до Далтона, де вони були перейменовані в санталів від назви кластера «Kharwar». Ця легенда, яку цитували кілька вчених, була використана як доказ того, що сантали колись мали значну присутність в Газарібазі. Колоніальний полковник Далтон стверджував, що в Чаї був форт, який раніше контролював раджа Сантал. Він був змушений тікати, коли Делійський султанат вторгся на його територію.

### Британська ера

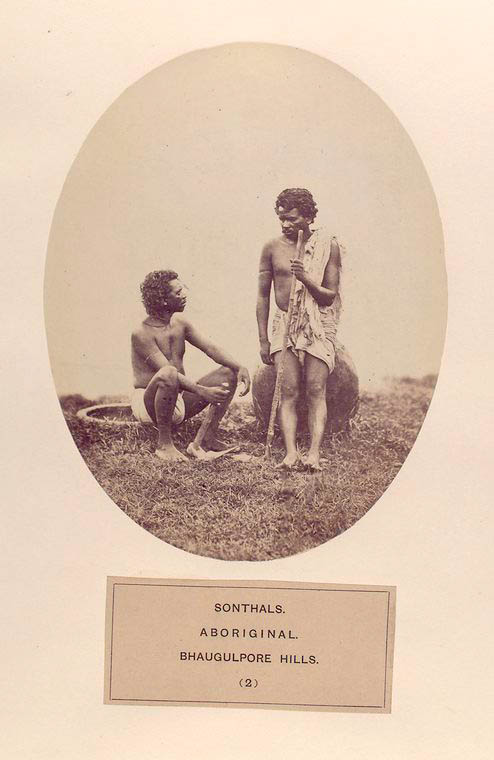
Сантали в Британській Індії, 1868 рік

У другій половині XVIII століття сантали увійшли в історичні записи в 1795 році, коли вони записані як «soontars». Під час Бенгальського голоду 1770 року посушливіші західні та південно-західні частини Бенгалії, особливо регіон Джунглі-Махалс, були одними з найбільш постраждалих районів і значно зменшили кількість населення. Ця депопуляція призвела до значної втрати прибутку для Ост-Індської компанії. Тому, коли в 1790 році було прийнято Постійне поселення, Компанія шукала землеробів для розчищення земель. Британські чиновники звернули увагу на санталів, які були готові вичистити ліси для практики осілого землеробства. У 1832 році велика частина пагорбів Радж-Махал була демаркована як Дамін-і-кох. За підтримки землевласників і британців, які відчайдушно потребували робочої сили, сантали з Каттака, Далбхума, Бірбхума, Манбхума, Хазарібага мігрували і почали обробляти ці землі як селяни. Під британським керівництвом сантали брали позики в лихварів, щоб купувати залізні знаряддя праці, посівне зерно та биків як окремими особами, так і сім'ями, а не групами, як це було в їх звичаї для обробки землі.
Коли вони прибули до Дамін-і-ко (сьогодні Сантал-Паргана), британці не забезпечили санталів жодним захистом від місцевого етносу мал пагарія, які були проти знищення лісів, були відомими нападниками на рівнинні території і лише нещодавно були частково піддані «умиротворенню». Зрештою, завдяки кращим технологіям і здатності протистояти партизанським атакам пагарії, санталам вдалося відбити їх. На цих територіях вони розчищали лісові масиви і почали займатися землеробством. Їхнє поселення відбулося між 1830-ми і 1850-ми роками: у 1830 році в цьому регіоні проживало лише 3000 санталів, але до 1850-х років на землі оселилися 83 000 санталів та перетворили її на рисові поля. Це призвело до 22-кратного збільшення доходів компанії від цього району.
Однак, коли вони стали більш землеробськими, Сантали експлуатувалися заміндарами. На відміну від санталів, британці цінували індивідуальну конкуренцію, а не співпрацю, і мали жорстку систему законів, яка дуже відрізнялася від відносно м'яких норм сільської ради, найвищої форми правління, яку знали більшість санталів. Махаджани з Бенгалії та баніяси з Біхару почали продавати товари з інших країн, і багато санталів, вважаючи їх екзотикою, щоб їх купити були обманом затягнуті в борги, зазвичай із заставою на свою землю. Коли сантали не змогли повернути гроші лихварям, ті стали власниками землі, а сантали перетворилися на обезземельних селян. Купці-баніяси та інші чужинці у брахманській системі почали ставитися до санталів як до ізгоїв.
Згодом ці акти експлуатації в поєднанні з британською податковою політикою та корумпованими збирачами податків погіршилися до точки, коли виросло незадоволення санталів. У 1855 році відбулося повстання санталів, більш відомого як «Santal Hul». 30 000 санталів на чолі з Сідху та Канху Мурму напали на заміндарів та інших чужинців (dikkus), які зробили їх життя такими нещасними, а також британську владу. Зрештою близько 10 000 британських військ зуміли придушити повстання. Хоча повстання було значною мірою затьмарене повстанням сипаїв 1857 року, вплив повстання санталів залишається поворотним моментом у гордості та ідентичності етносу. Це було ще раз підтверджено більш ніж через півтора століття зі створенням племінної провінції в Республіці Індія, Джаркханд. Після повстання британці задовольнили всі вимоги санталів через їхню важливість як платників податків. Британці створили 5000 км2 області, що називається Сантал-Парганас, де не застосовувалися звичайні процедури Британської Індії. Управління громадою в основному покладалося на голову села, або прадхана, якому також було надано право збирати податки. Санталам було визнано незаконним передавати землю не-санталам, дозволяючи їм мати законні права на свою землю.
Після того, як британська корона офіційно взяла контроль над Індією в 1858 році, сантали продовжили свою систему правління та традиції. Нещодавно створені християнські місії принесли освіту, і багато санталів переїхали на чайні плантації в Ассамі, Північній Бенгалії, де вони залишаються й сьогодні. Однак більшість з них продовжували жити старим життям. Крім того, світська освіта набула широкого поширення лише після здобуття Індією незалежності.
Наприкінці XIX століття багато санталів мігрували з Сантал-Парганас до районів Біхару та Північної Бенгалії, таких як Пурнія, Малда та Дінаджпур. Сантали все ще зіткнулися з помстою після повстання і були запрошені заміндарами обробляти багато частин північної Бенгалії, яка перетворилася на чагарники, землі, які сантали спеціалізувалися на землеробстві. До 1930-х років чисельність санталів у цьому регіоні сягнула двох лакхів. Більшість з них оселилися на пустирях, де оренда була дешевшою, ніж на більш родючих вологих землях. Однак вони стикалися з важким оподаткуванням з боку заміндарів і зазнавали утисків з боку лихварів, вищих каст і бюрократії в цілому. У 1924 році кілька сардарів-санталів під впливом гандіанської ідеології на чолі з Джіту Сардаром почали проводити агітацію проти гнітючої подвійної системи, що складалася з еліти Бенгалії та британського уряду. Сантали перестали платити орендну плату заміндарам, били податкових інспекторів і проводили агітації проти лихварів. У 1928 році сантали перестали платити податок чаукідарі і очолили протести в Тхакургаоні в 1929 році. У 1932 році кілька санталістів спробували організувати власну державу на чолі з Джіту Сардаром, спочатку спираючись на «Рам Раджу» Ганді, але швидко розкритикували Ганді, коли той не допоміг їм. У 1933 році було призначено британського комісара для розгляду скарг санталів Північної Бенгалії.

### Після здобуття незалежності
Під час розділу Британської Індії громада санталів, як і інші жителі регіону, була розділена між Західною Бенгалією в Індії та Східною Бенгалією в Пакистані. Після здобуття незалежності сантали стали одним із зазначених племен в Індії. У Східному Пакистані були деякі регіони на заході, де сантали все ще були в значній кількості. Там і в сусідній Західній Бенгалії сантали надали значну підтримку руху Тебгаґа. Після того, як пакистанські військові придушили повстання та спалили багато будинків санталів, багато хто втік через кордон до Мальди в Індії.
На півночі Західного Бенгалу племінні селяни брали участь у повстанні Наксалбарі під проводом комуністичного лідера санталів Джангала Сантала. Збіднення призвело до натхненного геваристами повстання наксалітів у районі, що часто називають Червоним коридором.
Після того як у 2000 році Джхаркханд було виділено з Біхару, Сантал-Парганас було виділено в окремий район штату. Під час перепису сантали агітували за визнання їхніх традицій як окремої релігії, сарна дгарам, про що в 2020 році асамблея Джхаркханда ухвалила резолюцію. Багато з них досі стикаються з бідністю та експлуатацією, а в Бангладеш звичайним явищем є крадіжки їхніх земель. Незважаючи на те, що сантали розташовані на великій території, вони вважають своїм культурним центром Сантал-Парганас.

## Спільнота
Основою спільноти санталів є поділ на «братів» (boeha) і «гостей» (pera), поділ, який можна знайти в багатьох інших племінних спільнотах центральної та східної Індії. Діти одного батька (іноді дідуся), відомі як nij boeha, часто живуть поруч і володіють прилеглими ділянками землі. Ті, хто в найближчій формі братства, називаються mit orak hor («люди одного дому») у Сінгхбхумі, не можуть одружуватися один з одним і умилостивити те саме божество, оскільки дім відноситься до спільного предка, від якого, як вважають, походять усі в родині. Тільки mit orak hor шлюби сильно стигматизовані. Інше братство — членство в клані, який є екзогамним. Останньою формою братства є phul, ритуальна дружба з представниками інших етнічних груп. Діти братів-phul вважають себе братами, і вони відвідують основні події життєвого циклу один одного, такі як весілля чи похорони, як pera. Вони також допомагають одне одному у важкі часи.
Тих, хто не має братства, називають pera, або гості. Члени інших спільнот, особливо ті, які не розмовляють санталі, виключаються з цієї групи, за винятком таких громад, як кармакар, махалі або лохар, що живуть у їхній місцевості, які перебувають у суспільстві санталі. Ті, хто має такі стосунки, можуть одружуватися та відвідувати великі свята як гості. Люди, пов'язані шлюбом, хоча pera, відіграють особливі ролі в подіях життєвого циклу. Жінки виконують особливі вітальні ритуали для pera коли ті приходять в гості. Ті, хто пов'язаний шлюбом, можуть мати один з двох типів стосунків. Вони можуть бути bala, прикладом яких є стосунки між батьками подружжя, або sangat, між двоюрідними братами та сестрами подружжя.

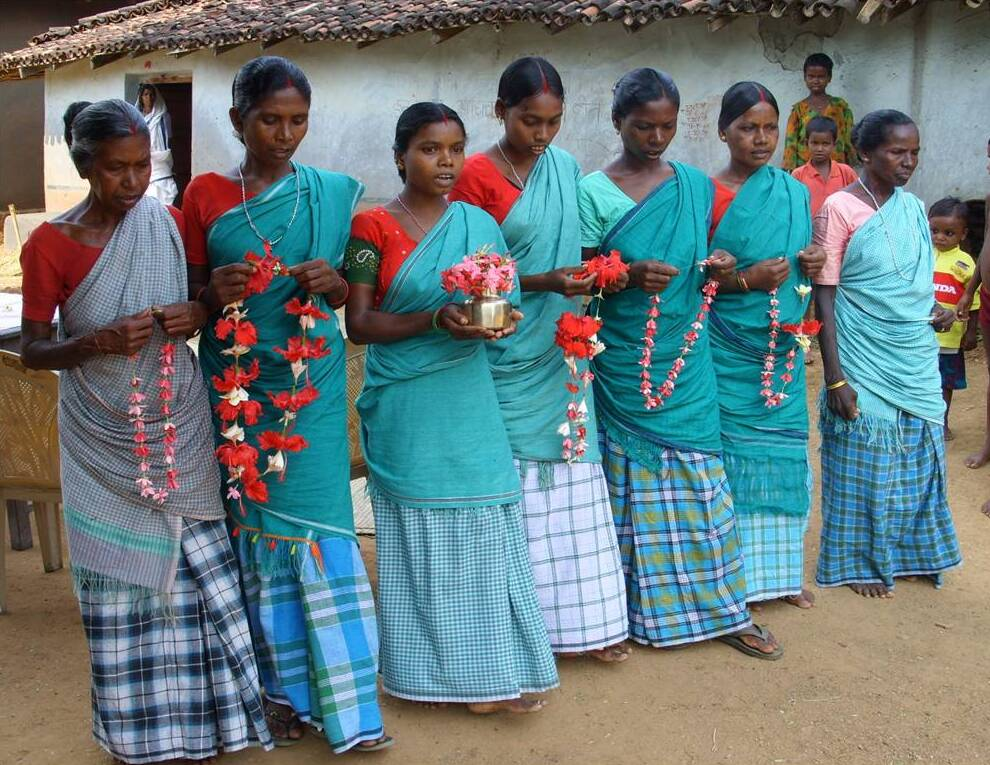
Сантальські жінки

Санталське суспільство має набагато меншу стратифікацію та є більш егалітарним, ніж індуїстське суспільство суміжних каст, але все ж має деякі статусні відмінності. Найважливішим маркером людини під час взаємодії з іншими в суспільстві санталів є її статус marang («старший») або hudin («молодший»). Це положення оцінюється відношенням: наприклад, якщо хтось вітає сина старшого брата свого батька, він буде молодшим, незалежно від віку. Подібним чином, коли хтось вітає дружину свого старшого брата, дружина буде marang. Однак для незнайомців або гостей без чітких родинних зв'язків питання про marang або hudin визначається віком. Ритуальному привітанню (богу у санталів) надається велике значення, і воно відбувається на подвір'ї будинку, коли до нього завітає pera. Привітання відрізняється залежно від статі, а також від того, чи є людина молодшою або старшою за того, кого вітають. Ритуали привітання, які проводить hudin включати «пропозицію» (dobok' johar) поваги, а marang «отримує» цю повагу. Це вітання не слід робити поспішно, і правильно практикувати це заохочується у дітей з раннього віку. Однак відмінність між hudin і marang е поширюється на phul і bala, які натомість вітаються один з одним так, ніби вітають marang.
Сантали також мають тотемістські клани, відомі як pari. Ці 12 кланів поділяються на два ранги: 7 старших і 5 молодших. Вважається, що старші клани походять від 7 синів і дочок перших чоловіка та жінки, і в порядку старшинства вони такі: Hansda (гусак), Murmu (нільгау), Marandi (Ischaemum rugosum), Kisku (зимородок), Soren (Плеяди), Hembram (бетелева пальма) і Tudu (сова). Молодші клани — Baskey (черствий рис), Besra (сокіл), Chaure (ящірка), Pauria (голуб) і Donker. Члени старшого клану не одружуються з членами молодшого клану, також існують деякі заборонені шлюби, наприклад між Маранді та Кіску. Крім того, до бесів іноді ставляться по-різному через їхній сприйманий низький статус, але, крім контексту шлюбу, вони не відіграють жодної ролі в суспільному житті. Клани також уникають шкоди своєму тотему клану, щоб не спіткало їх зло.
Сантали мають ще одну соціальну організацію, важливу для ритуалів, яка називається khunti, або gusti на півдні Чота Нагпура. Термін стосується нащадків спільного предка, не більше ніж кілька поколінь тому, які живуть поруч. Кhunti ідентифікується за якоюсь відмітною ознакою предка, наприклад poeta, люди, які носять нитку на грудях на поклонінні. У багатьох випадках всі люди gusti живуть у своєму селі предків, але деякі члени, можливо, мігрували до сусідніх сіл.

## Культура

### Фестивалі
Сохрай — головне свято громади санталів. Крім того, Баха, Карам, Дашайн, Сакрат, Махмор, Рундо та Магсім є важливими фестивалями. Вони традиційно супроводжують багато своїх танців під час цих фестивалів двома барабанами: Тамак і Тумдак.

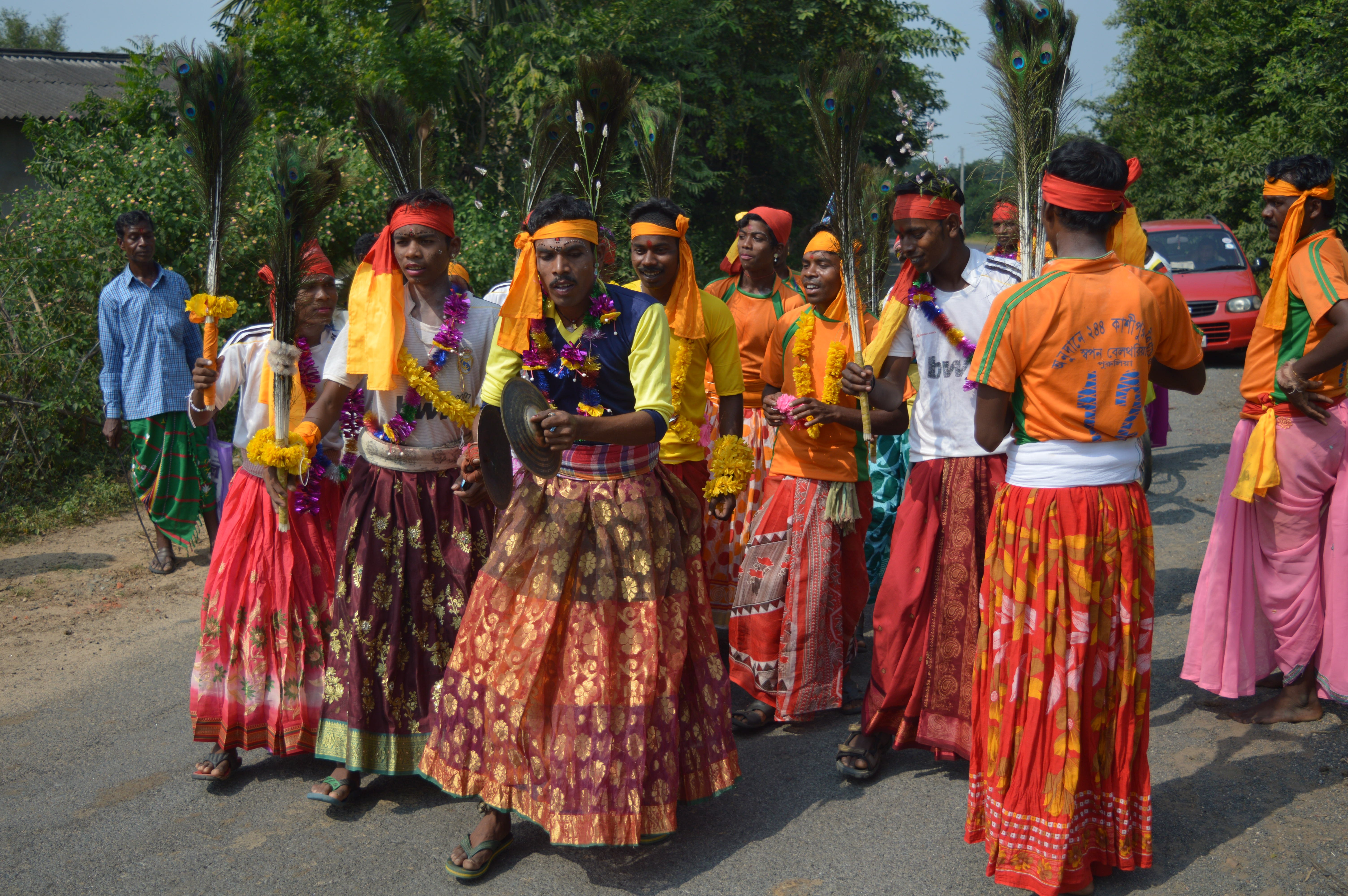
Традиційний танець дасаї в районі Пурулія, Західний Бенгал

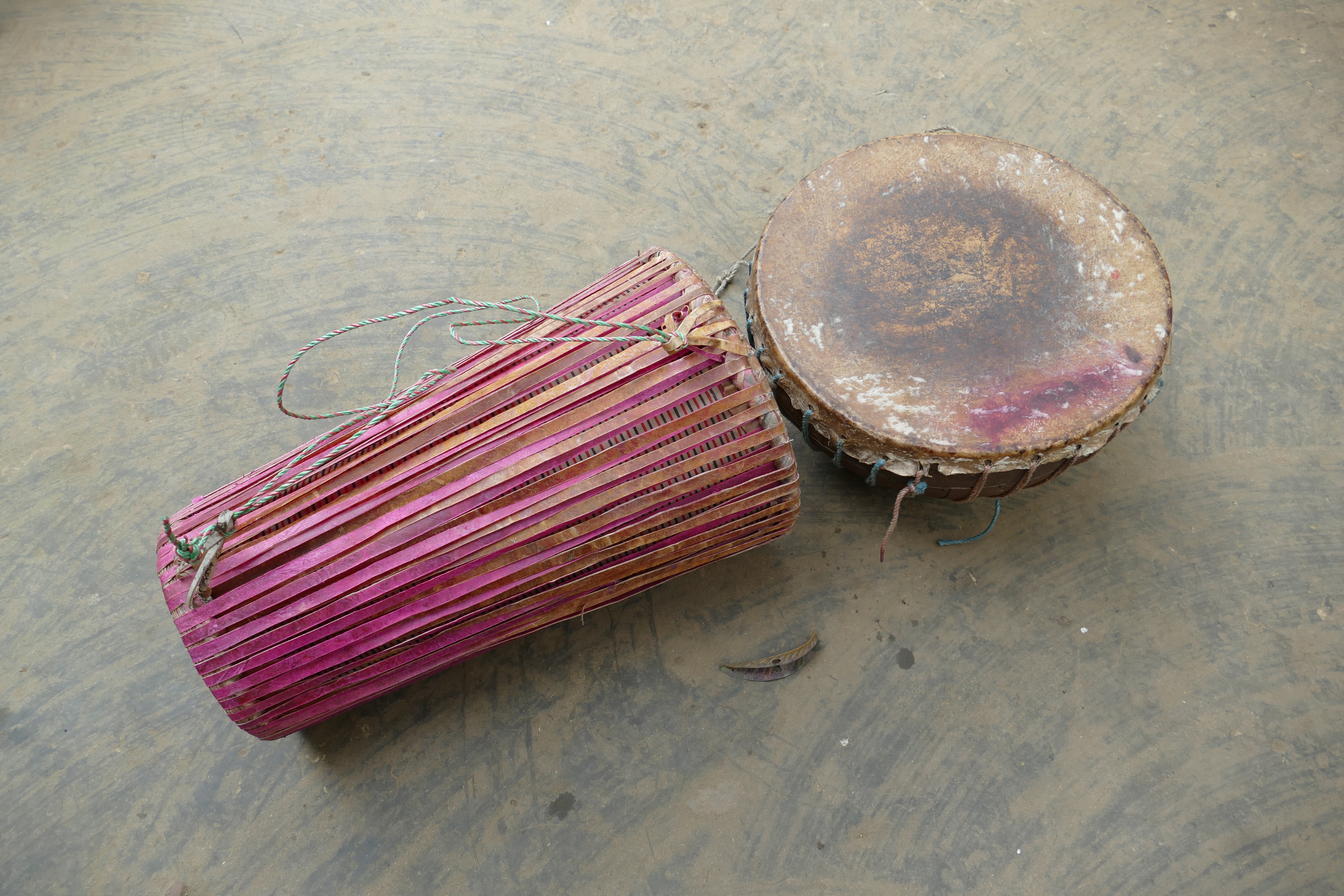
Тамак (справа) і Тумдак (ліворуч) — типові барабани народу Сантал, сфотографовані в селі в районі Дінаджпур, Бангладеш.

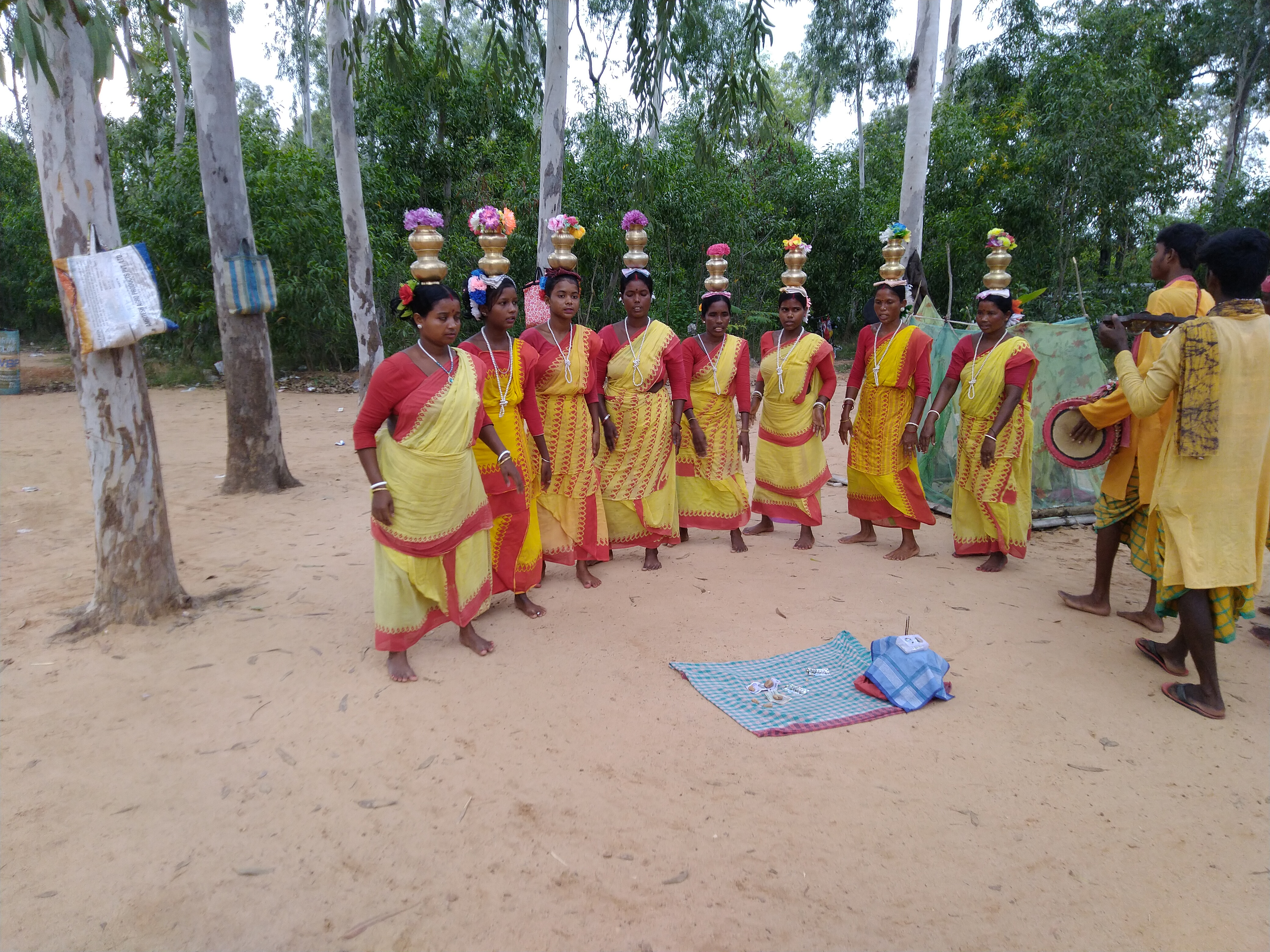
Лунгі Панчі — танець санталів в Бірбхумі, Західний Бенгал

Чадар Бадар, різновид лялькового театру, відома також як санталський ляльковий театр, — це народне шоу, в якому використовуються дерев'яні ляльки, поміщені в невелику клітку, яка виконує роль сцени.
Місцевими справами займається сільська рада на чолі з manjhi.
Стіни традиційних будинків санталів прикрашені різьбленими малюнками тварин, сценами полювання, сценами танців і геометричними візерунками. Сантальні весільні паланкіни також тонко різьблені.

Будинок санталів на племінному ярмарку Одіша 2020, Бхубанешвар

### Шлюб
У сантальській спільноті визнано сім видів шлюбу, кожен зі своїм ступенем соціального визнання. Найскладнішим видом шлюбу є hapramko bapla, або шлюб предка, але найпоширенішим є kesimek'. У цій формі шлюбу парубок і дівка, які бажають одружитися, вирішують піти в будинок нареченого і залишитися там на деякий час. Коли родина дівки дізнається про цю ситуацію, jog majhi із села дівки приходить до хати старости села парубка, щоб дізнатися про наміри пари. Пару викликають до сільського старости, і діку запитують, чи бажає вона призначити дату kesimek'. Якщо вона відповість «ні», родині парубка доведеться заплатити невеликий штраф jog majhi селу дівки, який би повернув дівку до її батька. Якщо вона погоджується, родина парубка радиться щодо найкращого дня для kesimek'. Наречений і наречена не пов'язані ніякими зобов'язаннями одружитися. Протягом цього часу jog majhi залишається в селі, щоб надати всю можливу інформацію батькові нареченої: як для визначення, яку виплату за наречену було б вимагати, так і для того, чи шлюб може закінчитися через короткий час.
У день церемонії kesimek', група чоловіків із села нареченої, включаючи jog majhi, старосту села, а також батько молодої та деяких родичів, приїжджає до села молодої. Вони сидять у будинку старости з повагою та організовані в marang або hudin. Тим часом родина нареченого збирається, щоб обговорити віно, яке має заплатити батько нареченого. Потім обидві сторони зустрічаються, і батьки домовляються про викуп нареченої. Нареченого спочатку запитують, чи бажає він продовження шлюбу. Символічним шлюбним контрактом батько нареченого дає невелику суму готівки і дає гостям handi (рисове пиво). Переговори щодо викупу за наречену тривають виключно між батьками, доки не буде досягнуто певної суми. Хоча зараз це готівка, худоба чи інші товари не є рідкістю. Викуп за наречену, як правило, невеликий, і вважається неправильним забороняти двом молодим людям одружуватися через розбіжності щодо викупу за наречену. Після досягнення домовленості розпочинаються святкування та святкове пияцтво триває до ночі.
Через деякий час родич нареченого разом із jog majhi жителем села нареченого передає віно за наречену родині нареченої. Після цього подружжя приїжджає в рідне село нареченої. Наречена приходить першою, несучи горщик з білою глиною, символом жінки, яка повертається в рідне село в гості. Наречена першою вітає матір, а сусідів запрошують поділитися handi зарезервованою для pera (pera hor handi), під час знайомства з чоловіком. Коли подружжя виїжджає з села молодої, молода вклоняється старості на його подвір'ї. У Majhi Than, наречена дякує старосту за все зроблене та дарує символічний подарунок. Потім староста благословляє подружжя і бажає нареченій міцності, удачі та багато міцних синів. Потім пара їде в село нареченого, щоб почати нове життя.
Шлюби, укладені kesimek' включають дуже мало ритуалів: суспільство санталів має чітко визначені ролі для шлюбу, і вибір пари поважається. Рішення сім'ями приймаються в дусі консенсусу, а не змагальності, і шлюб вважається таким же важливим для всього села, як і для пари.

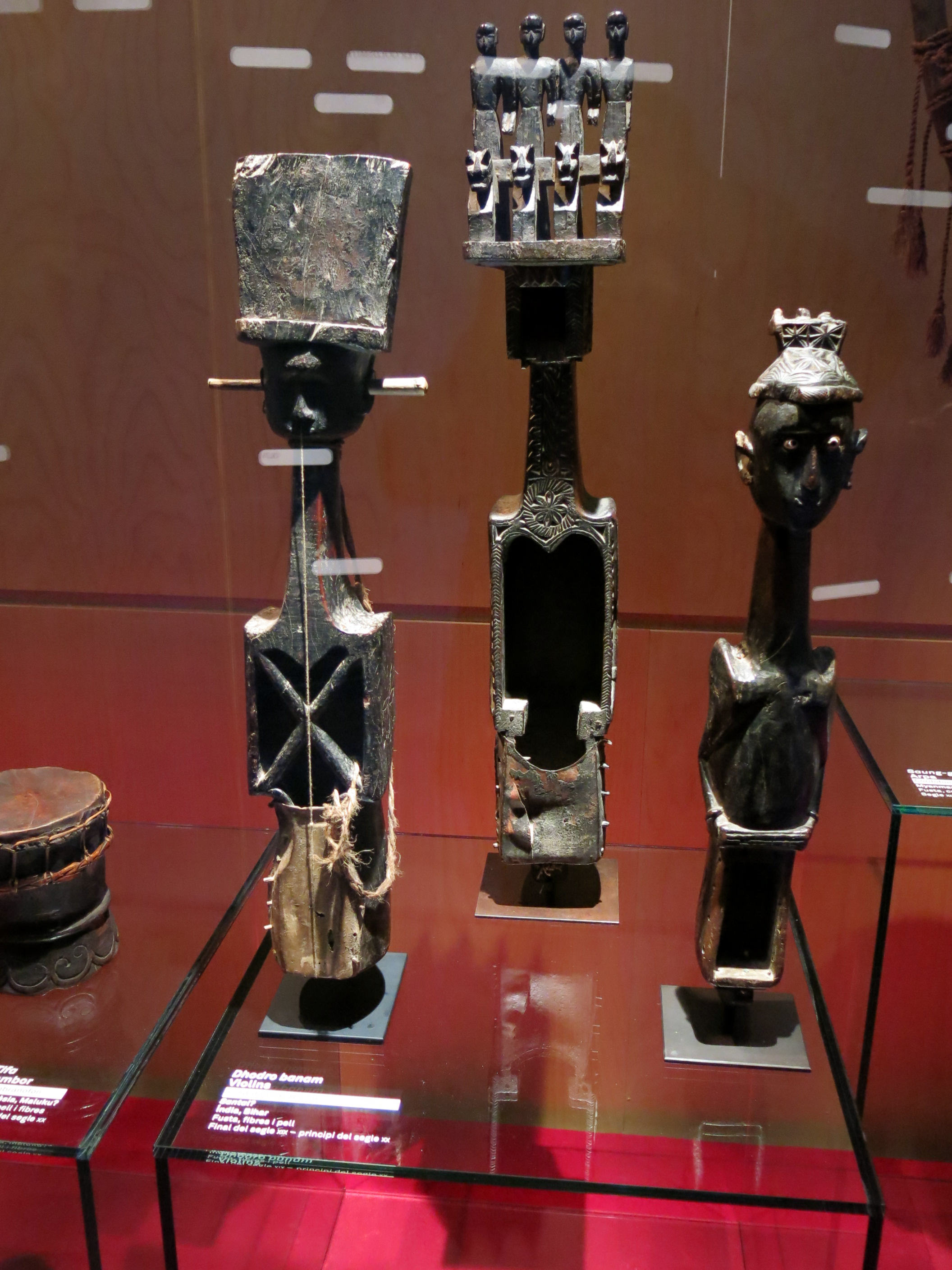
Музичні інструменти Dhodro banam

## Релігія
У релігії санталів більшість шанування припадає на суд духів (bonga), які займаються різними аспектами світу і які заспокоюються молитвами та пожертвуваннями. Ці доброзичливі духи діють на рівні села, домогосподарства, предка та підклану разом із злими духами, які викликають хвороби та можуть населяти межі сіл, гори, воду, тигрів і ліс. Bonga є посередниками між noa puri (видимий світ) і hana puri (невидима реальність), обитель Творця. Цього творця по-різному називають Marang Buru (Верховне Божество або буквально Велика Гора) або Thakur Jiu (життєдавець), який є «причиною всіх причин», що робить релігію санталів, у глибокому сенсі, монотеїстичною, а також пантеїстичною.
Є кілька рангів bongas: найважливіші тісно пов'язані з Маранг Буру, і їм поклоняються всі сантали. До них відноситься Marang Buru bonga, Jaher Era bonga і Gosae Era. Інші bongas, які вважаються менш могутніми, є духами важливих людей села, яких з тих пір обожнювали. Існує ще один клас bongas, яких бояться як носіїв зла. Цих духів заспокоює не священник, а знахар на ім'я ojha. У наш час віра в ці злісні bongas розмивається внаслідок проникнення сучасної медичної науки. Відсутні окремі назви для злоякісних bongas. Це змусило багатьох ранніх колоніальних вчених представити релігію санталів як таку, що повністю зосереджена на заспокоєнні злих духів або як таку, що представляє бонга як виключно шкідливу. Однак bonga сам по собі просто означає надприродну силу у світі і не має конкретного відтінку добра чи зла. Крім того, ці бонги стосуються не конкретних об'єктів, а невидимої сили, яка керує цими об'єктами або пов'язана з ними.
Історія створення санталів стверджує, що спочатку світ був водою, а Маранг Буру та деякі менші божества були єдиними мешканцями. Коли деякі духи попросили дозволу створити людей, Маранг Буру запитав Malan Budhi створювати людські тіла. Коли вона нарешті досягла успіху, Маранг Буру сказав їй використати людських духів, які були високо на кроквах його хатини. Вона не змогла досягти людського духу, а замість нього взяла дух птаха. Коли Маранг Буру об'єднав духи з тілами, вони полетіли й попросили місце для будівництва гнізда. Марангу Буру не вдалося змусити нікого підняти землю на поверхню, тому черепаха зголосилася і штовхнула Землю йому на спину. Тоді птахи народили хлопчика та дівчинку, яких назвали Pilchu Haram і Pilchu Budhi. У цих двох було сім синів і сім дочок, але незабаром пара посварилася і розлучилася. Пілчу Харам і його сини стали великими мисливцями, і одного разу натрапили на дочок, які стали дівчатами і були невпізнанними. Вони познайомилися і закохалися. Шукаючи своїх синів, Пілчу Харам виявив стару жінку і попросив вогню, і, поговоривши з нею далі, він виявив свою дружину та помирився з нею. Інша версія розповідає, як Пілчу Будхі насправді була в сльозах через зникнення своїх дочок, але Маранґ Буру запевнив її, що всі вони в безпеці, і привів її до примирення з чоловіком. Коли їхні сини дізналися, що вони одружилися зі своїми сестрами, вони були дуже розлючені і вбили б своїх батьків, якби Маранг Буру не сховав їх у печері, де вони залишилися до кінця своїх днів. Діти цих семи пар стали родоначальниками кланів санталів.
Характерною рисою села санталів є священний гай (відомий як Jaher) на краю села, де живе багато духів і де відбувається серія щорічних фестивалів. Цей гай був відведений на час заснування села й залишений непорушним, за винятком святкових періодів. Всередині встановлено серію натуральних (необроблених) каменів, які символізують бонги, але не є замінниками, окрім фестивалю. Majhi Than, піднятий курган землі, покритий солом'яним дахом, біля будинку старости, де живуть духи предків Маджхі. Влітку туди ставлять глечик з водою, щоб духи могли пити. Тут приймаються найважливіші рішення села, в тому числі судові рішення.

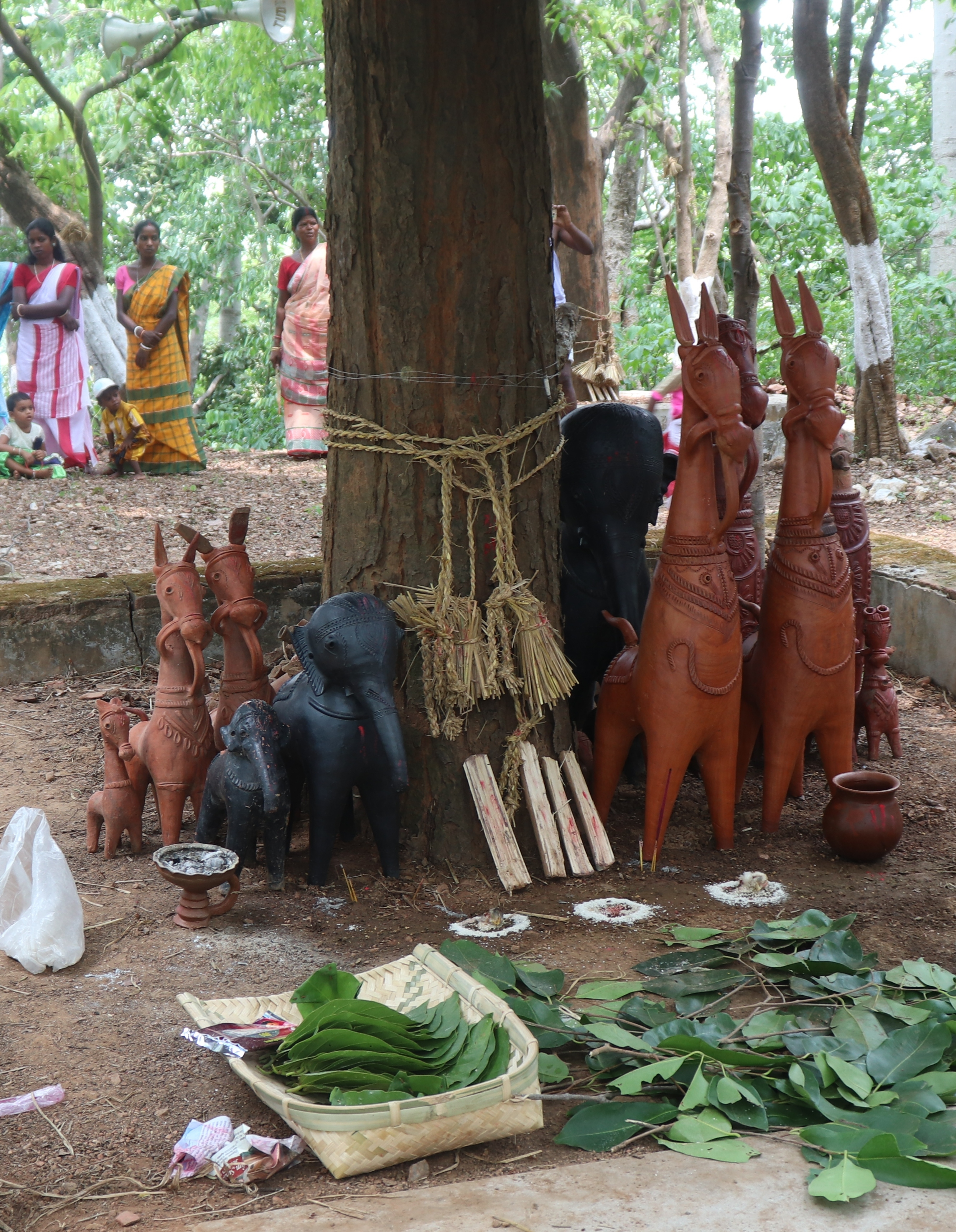
Яхер, святе місце Сантал

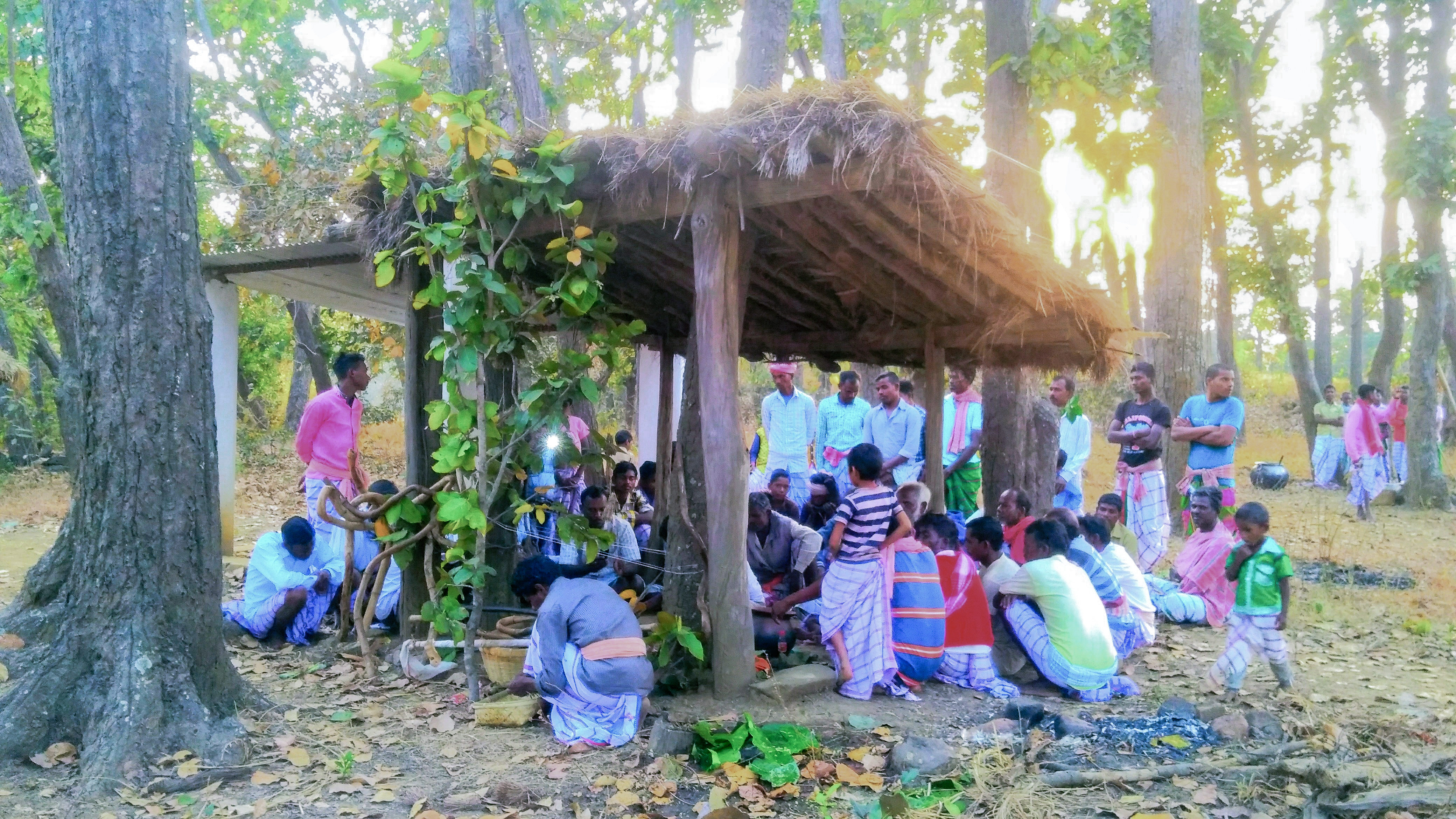
Люди, які виконують ритуали в Джахер, район Маюрбхандж, Одіша

Річний цикл ритуалів, пов'язаних із сільськогосподарським циклом, разом із ритуалами життєвого циклу народження, шлюбу та поховання після смерті, включає звернення до духів і жертвоприношення, які включають жертвопринесення тварин, зазвичай птахів. Релігійні лідери — це чоловіки-спеціалісти в медицині, які практикують ворожіння та чаклунство (соціально-історичне значення терміна, що використовується тут, стосується ритуальної практики магії та не є принизливим). Подібні вірування поширені серед інших племен на плато Чота Нагпур, таких як харія, мунда та ораон.
Менші та більш ізольовані племена часто демонструють менш сформульовані системи класифікації духовної ієрархії, описані як анімізм або узагальнене поклоніння духовним енергіям, пов'язаним із місцем розташування, діяльністю та соціальними групами. Релігійні концепції нерозривно переплітаються з уявленнями про природу та взаємодію з місцевими екологічними системами. Як і в релігії санталів, релігійні спеціалісти вибираються з села чи сім'ї та виконують широкий спектр духовних функцій, які зосереджуються на заспокоєнні потенційно небезпечних духів і координації ритуалів.
Згідно з даними перепису населення Індії 2011 року, у Джаркханді, Західному Бенгалі, Одіші та Біхарі 63 % населення вказали свою релігію як індуїзм, тоді як 31 % сповідують інші релігії та переконання (переважно Сарна дхарам), а 5 % сповідують християнство. Іслам, сикхізм, буддизм і джайнізм сповідують менше 1 % населення.

## Політика

### Статус племені
Народ санталів конституційно визначений як занесені до реєстру племен лише в районах П'ятого списку, таких як Біхар, Джаркханд, Західний Бенгалі, Одіша та Тріпура. У той час як сантали, які мігрували з територій П'ятого Списку до територій Шостого Списку, зокрема до Ассаму як робітники в чайних садах під час Британської Індії, їх не вважають реєстровим племенем. Натомість в Ассамі вони класифікуються як інший відсталий клас, а решта населення, що живе в інших штатах, вважається частиною загального населення. Відповідні штати та організації племінних активістів після Шостої запланованої автономії, такі як Координаційний комітет племінних організацій Ассаму (CCTOA), виступили проти включення до списку Племенних спільнот. Організація побоювалася, що надання статусу запланованого племені санталам та іншим 40 мігрованим племінним громадам зменшить переваги корінних жителів «первісних племен» штату.

### Релігійний статус
Сантали вірять у поклоніння природі, і їхнє місце поклоніння знаходиться у священних гаях, відомих як Сарна, на відміну від індуїстських місць поклоніння в храмах. Вони також здійснюють жертвоприношення тварин на честь своїх богів і приймають м'ясо, включаючи яловичину та свинину, практики, які, як правило, заборонені в індуїзмі. Тому вони вважають себе прихильниками релігії Сарни, а не індуїзму. Хоча між Сарнаїзмом та індуїзмом існує збіг ідеології, вірувань, культури та практик.

## Відомі люди
- Дамаянті Бешра, письменниця
- Шьям Сундар Бешра, письменник
- Бірбаха Ганса, акторка та політикиня, що розмовляє мовою санталі[29]
- Рупчанд Ганса, письменник
- Сукумар Ганса, політик
- Арджун Чаран Гембрам, письменник
- Дебліна Хембрам, політикиня
- Ліпса Хембрам, модельєрка
- Пурніма Гембрам, спортсменка[30]
- Сароджині Хембрам, депутатка Раджа Сабхи від штату Одіша
- Ратхін Кіску, співак з Баула.[31]
- Сарада Прасад Кіску, письменник з Пурулії
- Бабулал Маранді, перший головний міністр Джхаркханду[32]
- Луї Маранді, колишня міністерка кабінету Джхаркханду
- Судам Маранді, міністр доходів штату Одіша
- Сумітра Маранді, футболістка
- Драупаді Мурму, 15-а Президент Індії, колишня губернаторка Джаркханду, колишня міністерка в уряді Одіші.[33][34]
- Г. К. Мурму, 14-й контролер і генеральний аудитор Індії та перший віце-губернатор штату Джамму і Кашмір (союзної території)[35]
- Нареш Чандра Мурму, головний науковий співробітник і директор Центрального науково-дослідного інституту машинобудування, Дургапур, Західна Бенгалія, Індія.
- Джоба Мурму, письменниця
- Хаген Мурму, індійський політик, член парламенту від штату Малдаха-Уттар (виборчий округ Лок Сабха).[36]
- Рагхунатх Мурму, винахідник Ол-чикі.
- Садху Рамчанд Мурму, поет санталі, відомий як Кабігуру
- Салхан Мурму, індійський громадсько-політичний активіст, колишній член парламенту від Маюрбханджа
- Сідху і Канху Мурму, борці за свободу[37]
- Ума Сарен, політикиня, колишній член парламенту від Джхарграму[38]
- Ганса Соввендра Шехар, письменниця
- Бініта Сорен, індійська альпіністка
- Гемант Сорен, головний міністр штату Джаркханд[39]
- Кервал Сорен, письменник
- Шибу Сорен, колишній головний міністр Джаркханду та президент Джаркхандської Мукті Морчі[39]
- Сіта Сорен, політикиня
- Бішвесвар Туду, міністр у справах племен Індії
- Рафаель Туду, футболіст[40]
- Джамуна Туду, активістка
- Джабамані Туду, футболіст
- Джоба Маджі, політикиня
- Маджі Рамдас Туду, письменник
- Кунар Гембрам, член парламенту

### Виноски
1. ↑  Термін походить від бенгальського goshti, що означає клани. Цілком ймовірно, що це слово запозичили сусідні сантали Сінгхбхума.

### Цитування
1. ↑  Schulte-Droesch, 2018
2. ↑  Somers, 1979
3. ↑  Sen, 1997
4. ↑  Sen, 1997
5. 1 2  Sen, 1997
6. ↑  Sen, 1997
7. ↑  Somers, 1979
8. ↑  Somers, 1979
9. ↑  Somers, 1979
10. ↑  Sen, 1997
11. ↑  Somers, 1979
12. ↑  Schulte-Droesch, 2018
13. ↑  Schulte-Droesch, 2018
14. ↑  Schulte-Droesch, 2018
15. ↑  Schulte-Droesch, 2018
16. ↑  Schulte-Droesch, 2018
17. ↑  Somers, 1979
18. ↑  Schulte-Droesch, 2018
19. ↑  Schulte-Droesch, 2018
20. ↑  Somers, 1979
21. ↑  Schulte-Droesch, 2018
22. ↑  Schulte-Droesch, 2018
23. ↑  Schulte-Droesch, 2018
24. ↑  Somers, 1979
25. 1 2 3  Somers, 1979
26. ↑  Somers, 1979
27. 1 2 3  Somers, 1979
28. ↑  Somers, 1979
29. ↑  Hembrom, 1996
30. ↑  Hembrom, 1996
31. ↑  Schulte-Droesch, 2018
32. ↑  Hembrom, 1996
33. ↑  Hembrom, 1996

## Подальше читання
- Bodding, P. O. Santal Folk Tales. Cambridge, Massachusetts: H. Aschehoug; Harvard University Press, 1925.
- Bodding, P. O. Santal Riddles and Witchcraft among the Santals. Oslo: A. W. Brøggers, 1940.
- Bodding, P. O. A Santal Dictionary (5 volumes), 1933–36 Oslo: J. Dybwad, 1929.
- Bodding, P. O. Materials for a Santali Grammar I, Dumka 1922
- Bodding, P. O. Studies in Santal Medicine and Connected Folklore (3 volumes), 1925–40
- Bompas, Cecil Henry, and Bodding, P. O. Folklore of the Santal Parganas. London: D. Nutt, 1909. Full text at Project Gutenberg.
- Chakrabarti, Dr. Byomkes, A Comparative Study of Santali and Bengali, KP Bagchi, Calcutta, 1994
- Culshaw, W. J. Tribal Heritage; a Study of the Santals. London: Lutterworth Press, 1949.
- Orans, Martin. «The Santal; a Tribe in Search of a Great Tradition.» Based on thesis, University of Chicago., Wayne State University Press, 1965.
- Prasad, Onkar. Santal Music: A Study in Pattern and Process of Cultural Persistence, Tribal Studies of India Series; T 115. New Delhi: Inter-India Publications, 1985.
- Roy Chaudhury, Indu. Folk Tales of the Santals. 1st ed. Folk Tales of India Series, 13. New Delhi: Sterling Publishers, 1973.
- Troisi, J. The Santals: A Classified and Annotated Bibliography. New Delhi: Manohar Book Service, 1976.
- ———. Tribal Religion: Religious Beliefs and Practices among the Santals. New Delhi: Manohar, 2000.